# Gustav Robert Kirchhoff
 Gustav Robert Kirchhoff (Kalinjingrad, nekad Königsberg, 12. ožujka 1824. – Berlin, 17. listopada 1887.), njemački fizičar i kemičar. Diplomirao (1847.) na Sveučilištu u Königsbergu, bio profesor u Breslauu, današnji Wrocław (od 1850. do 1854.), Heidelbergu (od 1854. do 1875.) i Berlinu (od 1875. do 1886.). Postavio je (1845.) pravila o raspodjeli električnoga naboja i energije u električnim strujnim krugovima (Kirchhoffovi zakoni o struji i naponu). Uočio je (1859.) zakon o toplinskom zračenju tijela (Kirchhoffov zakon toplinskog zračenja), zaslužan je za otkriće i razvoj spektralne analize. Objasnivši emisijske i apsorpcijske linije u linijskim spektrima, stvorio je mogućnosti proučavanja sastava nebeskih tijela. U suradnji s R. W. Bunsenom otkrio je s pomoću spektroskopa elemente cezij (1860.) i rubidij (1861.). Razvio teoriju ogiba ili difrakcije svjetlosti davši Huygensovu principu matematičku formulaciju. Dokazao je (1857.) da se električni poremećaj širi vodičem brzinom svjetlosti. Napisao Predavanja o matematičkoj fizici (njem. Vorlesungen über mathematische Physik, I–IV, 1876. – 1894.) i drugo. Po njemu je nazvan krater na Mjesecu (Kirchhoff (krater)).

## Životopis
Kirchhoff je rođen u  Königsbergu, Istočna Pruska (danas Kalinjingrad), kao sin Friedrich Kirchhoffa, odvjetnika i Johanne Henriette Wittke. Kirchhof je 1847. diplomirao na Königsbergškom sveučilištu i oženio se Clarom Richelot, kćerkom njegovog profesora matematike Friedricha Richelota. Iste godine preselili su se u Berlin, gdje su bili dok Gustav Kirchhoff nije dobio mjesto profesora u Breslau (danas Wrocław). 
Kirchhoff je svoje zakone o strujnom krugu, koji su danas svudašnji u električnom inženjerstvu, formulirao 1845. dok je još bio student. Svoje zakone o toplinskom zračenju izložio je 1859., a dokazao ih je 1861. U Breslau je na spektroskopiji radio s Robertom Bunsenom, a bio je i su-otkrivač elemenata cezija i rubidija 1861. dok je proučavao kemijsku kompoziciju Sunca preko njegovog spektralnog potpisa. 
Rumfordovu medalju dobio je 1862. i to zbog istraživanja fiksiranih linija Sunčevog spektra i inverzija svijetlih linija u spektru umjetne svjetlosti.
Jako je doprinio području spektroskopije tako što je formalizirao tri zakona koja upisuju spektralnu kompoziciju svjetla koje emitiraju užareni objekti, nadograđujući se na otkrićima Davida Altera i A. J. Ångströma (spektralna analiza). 

## Doprinosi
Kirchhoff je svojim radom jako doprinio osnovnom razumijevanju strujnog kruga, spekrotskopije i emisiju radijacije crnih tijela sa zagrijavanim tijelima. Pojam radijacija crnog tijela skovao je 1862., a dva seta nezavisnih koncepata o zakonima strujnog kruga i termalne emisije nazvani su Kirchhoffovi zakoni u njegovu čast.

### Kirchhoffova pravila
Kirchhoffova pravila su 2 pravila, utemeljena na zakonima očuvanja električnoga naboja i energije, koja omogućuju proračun električne struje i snage u istosmjernim i izmjeničnim električnim strujnim krugovima: 
- zbroj ulaznih struja u svakoj čvornoj točki električnoga strujnoga kruga jednak je zbroju izlaznih struja (Kirchhoffov zakon o električnoj struji);
- u svakom zatvorenom strujnom krugu algebarski zbroj električnih napona naponskih izvora i padova napona na otpornicima jednak je nuli (Kirchhoffov zakon o električnom naponu).[2]

### Kirchhoffov zakon zračenja
Kirchhoffov zakon zračenja je zakon prema kojemu su emisija i apsorpcija elektromagnetskoga zračenja nekoga tijela jednake na svim temperaturama, u svim uvjetima, na svim valnim duljinama, odnosno tijelo emitira onoliko zračenja koliko apsorbira. Najviše zračenja emitira i apsorbira idealno crno tijelo.

### Cezij
Cezij je kemijski element (atomski broj 55, relativna atomska masa 132,905) koji spada u grupu mekanih alkalijskih metala, talište 28,44 °C, gustoća 1,873 g/cm³. Jak reducens, s najjačim elektropozitivnim svojstvima; njegov hidroksid, CsOH, najjača je poznata baza. Radioaktivni izotop 137Cs nastaje kao produkt nuklearnoga raspada i jedan je od najopasnijih radionuklida. Cezij se primjenjuje u proizvodnji solarni članak, pri punjenju svjetiljki s metalnim parama i kao sredstvo za vezanje plinova u vakuumu. Cezij su 1860. otkrili R. W. Bunsen i G. R. Kirchhoff. Od spojeva primjenu nalaze hidroksid i halogenidi. U novije doba cezijev boranat, CsBH4, služi kao izvor energije za pogon raketa.

### Rubidij
Rubidij je kemijski element iz skupine alkalijskih metala (atomski broj 37, relativna atomska masa 85,4678). Poznata su dva prirodna izotopa (85Rb i slabo radioaktivan 87Rb) i više desetaka umjetnih, radioaktivnih izotopa. Otkrili su ga 1861. R. W. Bunsen i G. Kirchhoff spektralnom analizom litijeva minerala lepidolita. U prirodi je široko rasprostranjen u rudama zajedno s ostalim alkalijskim metalima, na primjer u karnalitu i lepidolitu, ali u malim količinama. Rubidij je mekan metal srebrnobijela sjaja, gustoće 1,53 g/cm³, tališta 39,3 °C, izgledom i kemijskim svojstvima sličan kaliju, ali mekši i reaktivniji. Spontano se zapali na zraku i vrlo burno reagira s vodom, pa se čuva u petroleju. Zbog velikih troškova proizvodnje rabi se rijetko, na primjer pri izradbi fotoćelija i vakuumskih cijevi te kao reagens pri proizvodnji zeolitnih katalizatora. Rubidijeve soli slične su kalijevima, služe kao monokristali u optoelektronici i dodaju se staklu za katodne cijevi.